# Thomas Pridgen
Thomas Armon Pridgen, né le 23 novembre 1983 dans le comté d'Alameda en Californie est un batteur américain, connu pour sa collaboration avec le groupe The Mars Volta du 31 octobre 2006 au 23 octobre 2009. 

## Biographie
En 2012 il fonde le groupe Giraffe Tongue Orchestra avec William DuVall (Alice in Chains), Ben Weinman (The Dillinger Escape Plan), Brent Hinds (Mastodon) et Pete Griffin (Dethklok, Zappa Plays Zappa). Leur premier album, Broken Lines, sort en septembre 2016.
En janvier 2013 il s'associe avec Eric Gales et Doug Pinnick (King's X) sous le nom de Pinnick Gales Pridgen.

## Équipement

### Avec The Mars Volta

#### Bedlam Tour Kit (2007 - 2008)
- DW Collector's Series & Zildjian Cymbales
- Drums - Clear Acrylic
  - 12x8" Tom
  - 13x10" Tom
  - 15x13" Tom basse
  - 16x14" Tom basse
  - 18x16" Tom basse
  - 24x20" Grosse caisse
  - 14x6.5" DW Copper Caisse claire

- Cymbales - Zildjian
  - 18" [x2] A Crashes used as Hi-Hats
  - 24" A Medium Ride
  - 20" A Armand Ride
  - 20" A Custom Crash
  - 20" Oriental Crash Of Doom
  - 18" A Custom EFX Crash, 9" Oriental Splash, 16" Oriental China (x2) (cymbals stacked)
  - 19" K Custom Hybrid China

#### Octahedron Tour Kit (2009)
- DW Jazz Series & Zildjian Cymbales
- Drums - Maple & Gum
  - 12x12" Tom
  - 13x13" Tom
  - 15x13" Tom basse
  - 16x14" Tom basse
  - 18x16" Tom basse
  - 24x20" Grosse caisse
  - 14x7 Red Maple Vaisse claire

- Cymbales - Zildjian
  - 18" A Crashes [x2] utilisées comme charley
  - 24" A Medium Ride
  - 24" K Custom Ride [x2]
  - 18" A Custom EFX Crash, 9" Oriental Splash, 16" Oriental China (x2) (cymbals stacked)
  - 20" A Custom China
  - 20" Crash of Doom

### Avec The Memorials
- DW Collector's Series & Zildjian Cymbales
- Drums - Clear Acrylic
  - 12x7" Tom
  - 13x8" Tom
  - 16x14" Floor Tom
  - 18x16" Floor Tom
  - 24x16" Bass Drum
  - 14x6.5" DW Stainless steel snare

- Cymbales - Zildjian
  - 19" [x2] Z3 Custom Crashes utilisées comme charley
  - 24" A Medium Ride
  - 20" A Custom Crash
  - 20" Z3 Crash
  - 18" A Custom EFX Crash, 9" Oriental Splash, 16" Oriental China (x2) (cymbals stacked)
  - 20" A Custom China
  - Wind Chimes

- Peaux de batterie - Evans
  - Toms: (12", 13", 15", 16") Clear G2s (top), Clear Resonants (bottom)
  - Grosse caisse: (24") Clear EQ3 (batter), Clear EQ3 (with small hole) (resonant)
  - Caisse claire : (14") Clear G2 (top), 300 Hazy (bottom)

Il utilise aussi les accessoires et pédales DW 9000 Series, les baguettes signatures Pro-Mark TX510 Thomas Pridgen, & les microphones Shure.

## Discographie

### Avec Zenith Patrol
- VU (2005)

### Avec Christian Scott
- Rewind That (2006)

### Avec Eric Gales
- Crystal Vision - (2006)
- Psychedelic Underground (Eric Gales album) - (2007)

### Avec dUg Pinnick et Eric Gales
- Pinnick Gales Pridgen - (2013)
- PGP 2 - (2014)

### Avec The Mars Volta
- The Bedlam in Goliath (2008)
- Octahedron (2009)

### Avec Omar Rodríguez-López
- Calibration (Is Pushing Luck and Key Too Far) (2007)
- Los Sueños de un Hígado (2009)
- Xenophanes (2009)
- Equinox (2013)

### Avec Juliette Lewis
- Terra Incognita (2009)

### Avec Elixir on Mute
- End of Sky (2010)

### Avec Foxy Shazam
- Foxy Shazam (2010)

### Avec Jada Pinkett Smith
- Live Recording Sessions (2012)

### Avec The Memorials
- The Memorials (2011)
- Delirium (2012)

### Avec Giraffe Tongue Orchestra
- Broken Lines (2016)